# Bicholim
Bicholim là một thành phố và là nơi đặt hội đồng đô thị (municipal council) của quận North Goa thuộc bang Goa, Ấn Độ.

## Nhân khẩu
Theo điều tra dân số năm 2001 của Ấn Độ, Bicholim có dân số 14.913 người. Phái nam chiếm 52% tổng số dân và phái nữ chiếm 48%. Bicholim có tỷ lệ 80% biết đọc biết viết, cao hơn tỷ lệ trung bình toàn quốc là 59,5%: tỷ lệ cho phái nam là 84%, và tỷ lệ cho phái nữ là 75%. Tại Bicholim, 10% dân số nhỏ hơn 6 tuổi.